# باول غيليسبي
باول غيليسبي (بالإنجليزية: Paul Gillespie)‏ هو لاعب كرة قاعدة أمريكي، ولد في 18 سبتمبر 1920 في مقاطعة بارتو في الولايات المتحدة، وتوفي في 11 أغسطس 1970 في أننيستون في الولايات المتحدة.